# Sarba (Niger)
Sarba ist ein Dorf in der Landgemeinde Maïjirgui in Niger.

## Geographie
Das von einem traditionellen Ortsvorsteher (chef traditionnel) geleitete Dorf befindet sich rund elf Kilometer südöstlich des Hauptorts Maïjirgui der gleichnamigen Landgemeinde, die zum Departement Tessaoua in der Region Maradi gehört. Zu weiteren Siedlungen in der Umgebung von Sarba zählen Chabaré im Norden, Kongomé im Nordosten sowie Guidan Yaro und Baoudetta im Südwesten.
Sarba ist Teil der Übergangszone zwischen Sahel und Sudan. Die durchschnittliche jährliche Niederschlagsmenge beträgt hier zwischen 400 und 500 mm. Östlich des Dorfs erhebt sich der 490 m hohe Hügel Doutchin Maja.

## Bevölkerung
Bei der Volkszählung 2012 hatte Sarba 1604 Einwohner, die in 236 Haushalten lebten. Bei der Volkszählung 2001 betrug die Einwohnerzahl 1226 in 157 Haushalten und bei der Volkszählung 1988 belief sich die Einwohnerzahl auf 1572 in 241 Haushalten.
Die Bevölkerungsdichte in diesem Gebiet ist für nigrische Verhältnisse hoch.

## Wirtschaft und Infrastruktur
Im Dorf wird ein Wochenmarkt abgehalten. Der Markttag ist Mittwoch. Der Markt wurde nach 1960, dem Jahr der staatlichen Unabhängigkeit Nigers, etabliert. Eine Getreidebank wurde in den 1980er Jahren eingerichtet. Das Gebiet der Ebenen im südlichen Teil der Region Maradi, in dem Sarba liegt, ist von einer anhaltenden Degradation der ackerbaulichen Flächen gekennzeichnet, die mit der hohen Bevölkerungsdichte in Zusammenhang steht. Es gibt eine Schule im Ort.